# Budai József (orvos)
Budai József (Székesfehérvár, 1928. augusztus 1. – Budapest, 2013. május 29.) gyermekorvos, infektológus, egyetemi tanár.

## Pályafutása
Érettségi vizsga után a Pázmány Péter Tudományegyetem Orvosi Karán folytatta tanulmányait, ahol orvosi diplomát szerzett 1952-ben. Egyetemi tanulmányait követően két évig gyakornokként dolgozott az egyetem Mikrobiológiai és Immunitástani Intézetében. Klinikusi munkáját 1954-ben kezdte meg a Fővárosi László Kórház I. számú Gyermekosztályán, amelynek 1970–1994. között a vezetője volt. 1973–1979. között a László Kórház tudományos főigazgató-helyettese, majd 1981-ig megbízott főigazgatója volt.
Nyugállományba vonulását követően szaktanácsadóként dolgozott a Szent László Kórházban (1994–2005), valamint az Országos Gyermekegészségügyi Intézetben (2003–2006).

## Tudományos kutatási tevékenysége
Tudományos munkássága a gyermekgyógyászat és a heveny fertőző betegségek széles körét ölelte fel. Kutatásai elsősorban a védőoltásokra irányultak, amelyek elsőszámú hazai szaktekintélyének számított. Megszervezte az Országos Védőoltási Tanácsadó hálózatot. A Védőoltások c. könyve 1974 és 2004 között öt kiadást ért meg.
Antwerpenben elvégezte az Institute of tropical medicine „Prins Leopold” trópusi betegségek posztgraduális képzését (1967). 1970-ben lett az orvostudomány kandidátusa. 
Az ENSZ Egészségügyi Szervezete (WHO) 2002-ben oklevéllel ismerte el munkásságát a fertőző gyermekbénulás (Poliomyelitis) Európából történő kiirtásában.

## Oktatási tevékenysége
A Semmelweis Orvostudományi Egyetemen oktatói munkája elismeréséül 1980-ban címzetes egyetemi tanári, 1987-ben egyetemi tanári kinevezést kapott. Utóbbi minősítésben 1987-től a Haynal Imre Orvostovábbképző Egyetem Fertőző és Trópusi betegségek Tanszékén dolgozott, ahol 1991 és 1995 között a tanszékvezetői tisztséget is betöltötte.

## Szakmai közélet
Több szakmai társaságnak és országos hatókörű szakértői testületnek volt vezetőségi tagja (Országos Szakorvos Képesítő Bizottság, MTA–Egészségügyi Minisztérium Járványügyi és Oltóanyag Bizottság, Magyar Gyermek AIDS Kuratórium, stb.). Több mint egy évtizedig volt a Magyar Infektológiai Társaság titkára és öt évig az Infektológiai Szakmai Kollégium elnöke.

## Kitüntetései
- Markusovszky-díj (1971, 1999)
- Munka Érdemrend ezüst fokozat (1982)
- Schöpf-Merei-díj (1999)
- A Magyar Köztársasági Érdemrend lovagkeresztje (2004)

## Főbb művei
- Binder L., Budai J., Nyerges G., Kátay A. (szerk.) 1981: Fertőző betegségek. – Medicina Kiadó, 391 p.
- Nyerges G. (szerk.) 1992: Infektológia. – Springer-Verlag
- Budai J., Nyerges G. 1974: Védőoltások. – Medicina Kiadó, 111 p.
- Budai J., Nyerges G. 1983: Védőoltások. – Medicina Kiadó, 139 p.
- Budai J., Nyerges G. 2001: Védőoltások. – Medicina Kiadó, 234 p.
- Budai J., Nyerges G. 2004: Védőoltások. – Medicina Kiadó, 204 p.
- Budai J., Nyerges G. 2014: Védőoltások. – DigiBook Kiadó
- Budai J. 2014: Mit kell tudni a védőoltásokról? – DigiBook Kiadó